# Adrian Conan Doyle
Adrian Malcolm Conan Doyle (19 de novembre de 1910 - 3 de juny de 1970) va ser el fill més jove de Sir Arthur Conan Doyle i la seva segona esposa Jean Elizabeth Leckie, Lady Doyle o Lady Conan Doyle. Tenia dos germans de sang, la seva germana Jean Conan Doyle i el seu germà Denis, així com dos germanastres del primer matrimoni del seu pare, Mary i Kingsley.
Adrian ha estat reconegut com a conductor de cotxes de carreres, caçador de caça major, explorador i escriptor. El biògraf Andrew Lycett l'anomena un "playboy malbaratador" qui (amb el seu germà Denis) "va utilitzar la fortuna de Conan Doyle com una vaca lletera".
Es va casar amb Anna Andersen, de nacionalitat danesa, i va ser l'executor literari del seu pare després de la mort de la seva mare el 1940. Va fundar la Fundació Sir Arthur Conan Doyle a Suïssa el 1965. Després de la seva mort, la seva germana Jean va assumir el càrrec de marmessor literari del seu pare.

## Històries addicionals de Sherlock Holmes
Adrian Conan Doyle va escriure històries addicionals de Sherlock Holmes, algunes amb l'ajuda de John Dickson Carr (Carr havia publicat una biografia "autoritzada" de Sir Arthur el 1949). Alguns dels seus relats es basen en completar els casos referits en les històries del seu pare però que mai van ser escrits. Aquests relats addicionals de Sherlock Holmes es van escriure entre el 1952 i el 1953, i es van publicar en una col·lecció de tapa dura anomenada Les proeses de Sherlock Holmes (The Exploits of Sherlock Holmes en anglès) el 1954. S'han reeditat posteriorment, mentre que altres autors també han escrit històries de Sherlock Holmes basades en les mateixes referències dins dels contes originals.

## Descobriment de la història inèdita de Holmes
El 12 de setembre de 1942, Associated Press va anunciar que Adrian Conan Doyle havia trobat una història autèntica i inèdita de Sherlock Holmes. Suposadament escrita amb la cal·ligrafia única del seu pare, la història va ser enterrada en un cofre que contenia documents familiars. (En realitat, segons va informar Jon Lellenberg l'any 1990, el manuscrit no estava escrit a mà de Sir Arthur, sinó escrit a màquina.) La filla de Sir Arthur, Jean, va dir que sabia que el manuscrit no l'havia escrit el seu pare. Adrian Conan Doyle es va negar a publicar-lo. Un mes després, The Baker Street Irregulars va escriure una carta al Saturday Review of Literature, insistint que la història es publiqués.
Als Estats Units, la revista Cosmopolitan la va obtenir i la va publicar en el seu número d'agost de 1948 sota el títol "El cas de l'home que era buscat" ("The Case of the Man who was Wanted"). També es va publicar a la revista Sunday Dispatch de Londres el gener següent. L'expert en Sherlock Holmes Vincent Starrett va dubtar que la història fos escrita per l'ancià Doyle i va suggerir que Adrian n’era l'autor.
El setembre de 1945, Hesketh Pearson, biògraf de Sir Arthur, va rebre una carta. La carta deia: "El meu orgull no es veu ferit excessivament pel teu comentari que 'L'home que era buscat' no està a l'alçada perquè la picada es veu molt mitigada pel fet de comentar que porta la marca registrada autèntica! Crec que és un gran compliment al meu únic i únic esforç de plagi". La carta va ser escrita per un arquitecte anomenat Arthur Whitaker que havia enviat la història a Arthur Conan Doyle l'any 1911 amb un suggeriment que la publiquessin com a col·laboració conjunta. Doyle es va negar, però va enviar a Whitaker un "xec per deu guinees" en pagament per la història.[2] Després de veure-la atribuïda a Sir Arthur al Sunday Dispatch, Whitaker va escriure una carta a Denis Conan Doyle explicant la veritable autoria. Denis va enviar la carta al seu germà Adrian, que es va enfadar, va demanar proves i va amenaçar amb accions legals. Whitaker havia conservat una còpia de carbó i els Doyle van admetre el 1949, després de veure la còpia de carbó i escoltar la gent que l'havia llegit el 1911, que Whitaker n'era l'autor. La història que molta gent havia acceptat com a obra de Sir Arthur s'ha publicat des de llavors com "L'aventura del banquer de Sheffield" a la col·lecció The Further Adventures of Sherlock Holmes.